# Карвина (окръг)
Окръг Карвина (на чешки: Okres Karviná) е един от 6-те окръга на Моравско-силезкия краѝ на Чехия. Административен център е едноименният град Карвина. Площта на окръга е 356,24 km², а населението – 253 518 жители (2016 г.). В окръга има 17 населени места, в това число 7 града. Код по LAU-1 – CZ0803.

## География
Граничи с окръзите Опава на северозапад, Острава-град на запад, и Фридек-Мистек на юг, всичките от Моравско-силезкия край. На изток и север е държавната граница с Полша.

## Градове и население
Данни за 2009 г.:
| Град        | Население |
| ----------- | --------- |
| Хавиржов    | 82 296    |
| Карвина     | 62 661    |
| Орлова      | 33 051    |
| Чески Тешин | 25 942    |
| Бохумин     | 22 894    |
| Петержвалд  | 7075      |
| Рихвалд     | 7002      |

| Общо            | Жени              | Мъже              |
| --------------- | ----------------- | ----------------- |
| 277 379 (100 %) | 139 290 (50,22 %) | 138 089 (49,78 %) |

Средна гъстота на населението – 778,63 жители на km².

## Образование
По данни от 2003 г.:
| Вид училище                         | Брой училища |
| ----------------------------------- | ------------ |
| Детски градини                      | 89           |
| Начални училища                     | 70           |
| Гимназии                            | 8            |
| Средни училища и промишлени училища | 20           |
| Средни професионални училища        | 10           |
| Висши професионални училища         | 1            |

## Здравеопазване
По данни от 2003 г.:
| Лекари                                      | 857 |
| Болници                                     | 5   |
| Специализирани заведения за лечение и отдих | 1   |
| Зъболекари                                  | 123 |
| Аптеки                                      | 50  |

## Транспорт
През окръга преминава част от магистрала D1 и D48, както и първокласните пътища (пътища от клас I) I/11, I/48, I/59 и I/67. Пътища от клас II в окръга са II/468, II/470, II/471, II/472, II/473, II/474, II/475, II/479, II/647 и II/648.